# Tanychorella
Tanychorella är ett släkte av steklar. Tanychorella ingår i familjen brokparasitsteklar.
Kladogram enligt Catalogue of Life:
| Tanychorella | \| \| Tanychorella dubia \| \| \| \| \| \| Tanychorella parvula \| \| \| \| |
|              | \| \| Tanychorella dubia \| \| \| \| \| \| Tanychorella parvula \| \| \| \| |
|              | Tanychorella dubia                                                          |
|              |                                                                             |
|              | Tanychorella parvula                                                        |
|              |                                                                             |